# Stigmella costalimai
Stigmella costalimai là một loài bướm đêm thuộc họ Nepticulidae. Nó được tìm thấy ở Argentina.